# Blue Star Ferries

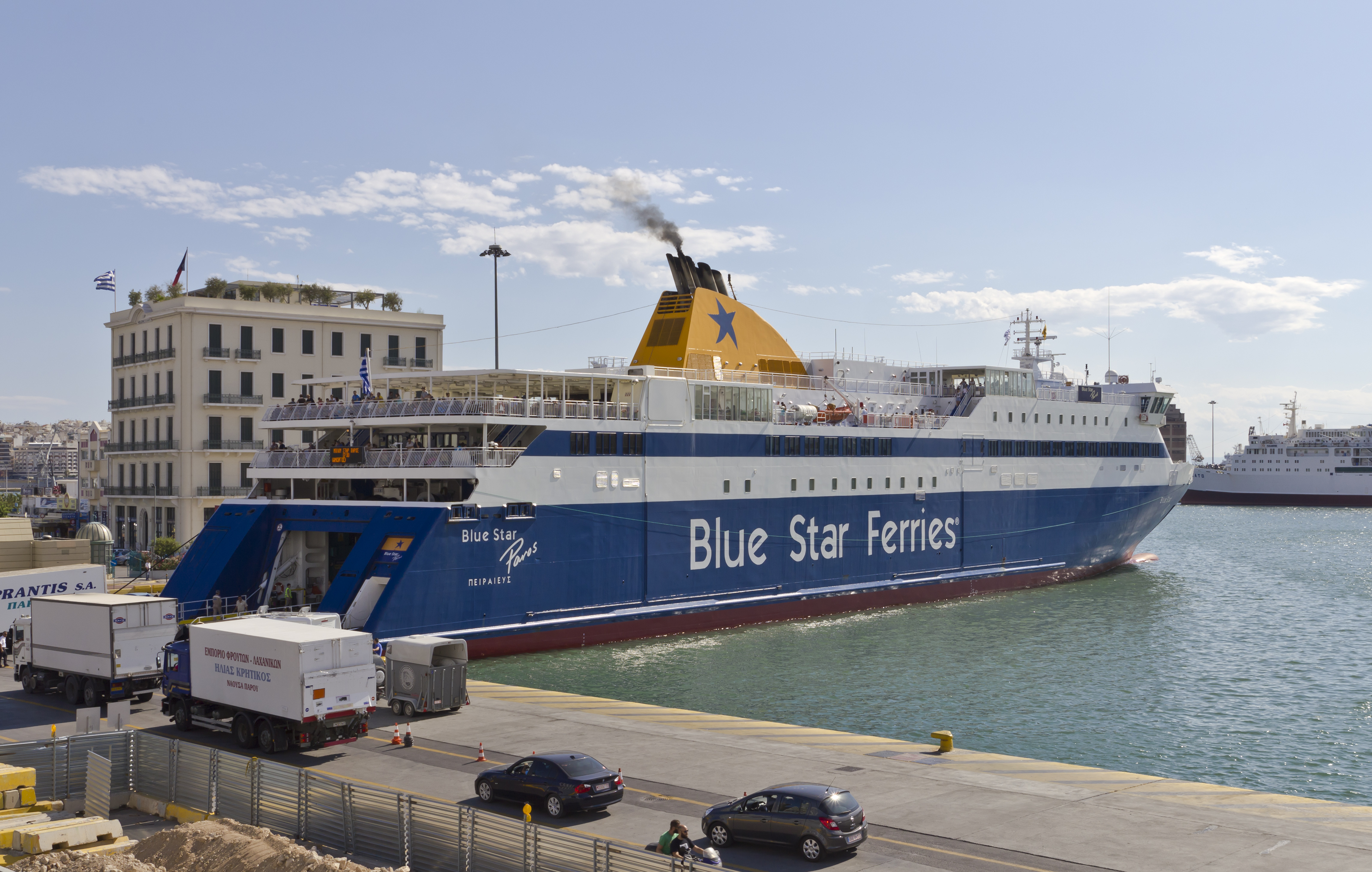
Blue Star Paros im Hafen von Piräus

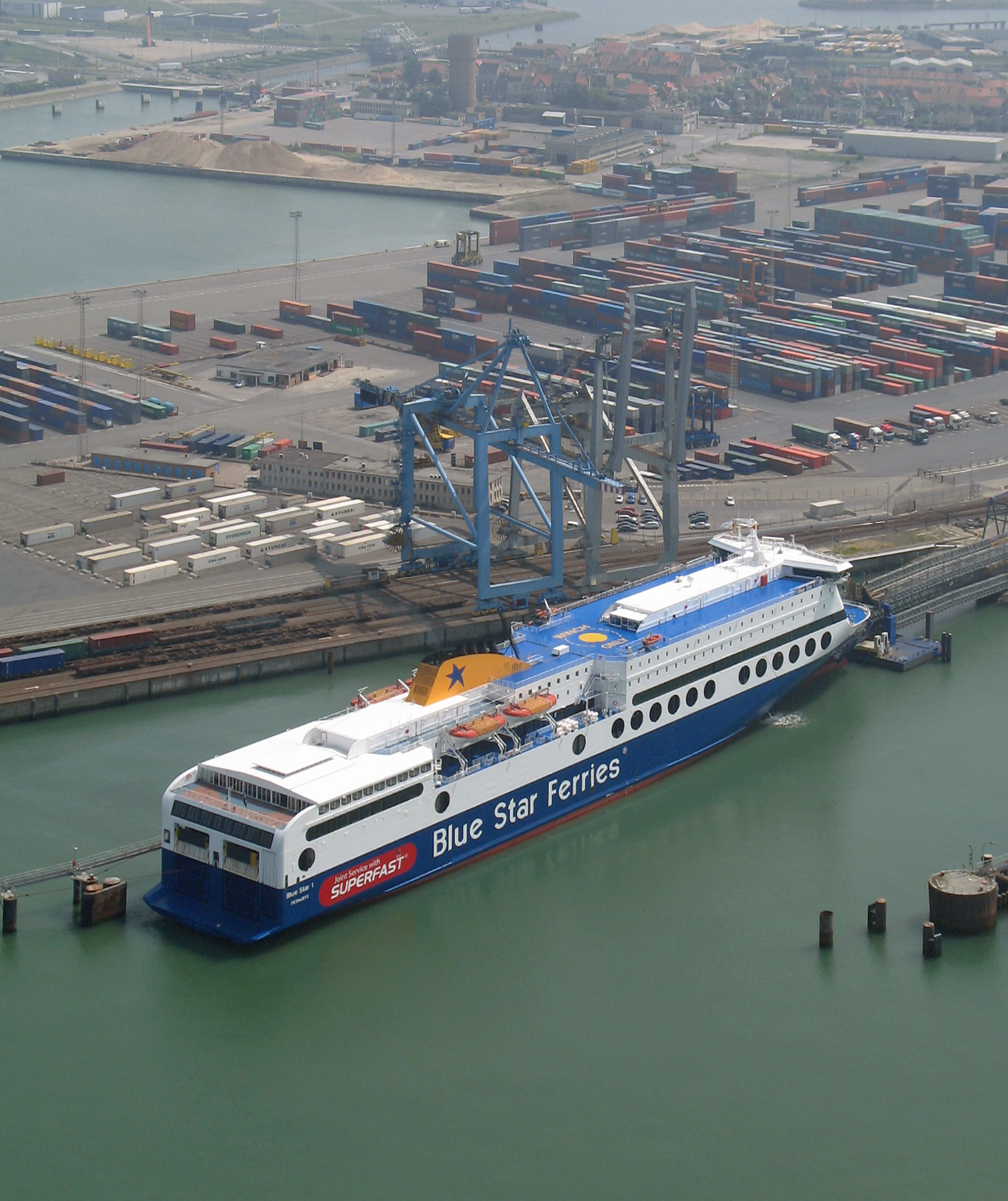
Blue Star 1 im Hafen von Zeebrügge, Juni 2007

Blue Star Ferries ist eine griechische Fähr-Reederei mit Sitz und Heimathafen Piräus, die aus der ehemaligen Strintzis Lines hervorgegangen ist. Sie ist eine der wichtigeren Fährgesellschaften des östlichen Mittelmeerraums und besitzt auch auf dem deutschen Touristikmarkt eine gewisse Bedeutung. Zusammen mit Superfast Ferries bildet sie die Premium Alliance, die zur Investmentgruppe Attica Enterprises gehört.
Blue Star Ferries bedienen mit moderne Großfähren derzeit nur innergriechische Strecken, die italienisch-griechischen Strecken werden von Superfast Ferries bedient.
Die Fährgesellschaft erfüllte die Kriterien der Qualitätssicherung des Internationalen Amerikanischen Schifffahrtsbüro und erhielt das Qualitätszertifikat ISO 9002. Über ihre deutsche Niederlassung in Lübeck ist sie Mitglied des Verbandes der Fährschifffahrt und Fährtouristik (VFF).

## Geschichte
Blue Star Ferries wurde als Strintzis-Lines von der gleichnamigen Familie aus Kefalonia gegründet. Anfangs bot diese eine Fährverbindung zu Festland an und erweiterte sich später auf die Fährverbindung zwischen Italien und Griechenland sowie zwischen Italien und dem damaligen Jugoslawien. Die vier Erben zogen sich ab den späten 1990er Jahren aus dem Geschäft zurück, Superfast Ferries als neuer Eigner führte den neuen Namen Blue Star Ferries (anfangs: „Blue Star by Strintzis Lines“) ein, und modernisierte die Flotte. Zwei Personen aus der Strintzis-Familie übernahmen von der neuen Blue Star Ferries später wieder die Strecke nach Kefalonia mit der neuen Reederei Strintzis Ferries, die sie bis 2012 bedienten.

## Strecken

### International (Superfast Ferries)
- Ancona–Patras
- Ancona–Igoumenitsa–Patras
- Bari–Korfu–Igoumenitsa

### National

#### Dodekanes
- Piräus–Syros–Patmos–Leros–Kos–Rhodos
- Piräus–Santorin–Kos–Rhodos
- Piräus–Astypalea–Patmos–Kalymnos–Kos–Nisyros–Tilos–Symi–Rhodos–Kastellorizo[2]

#### Kykladen

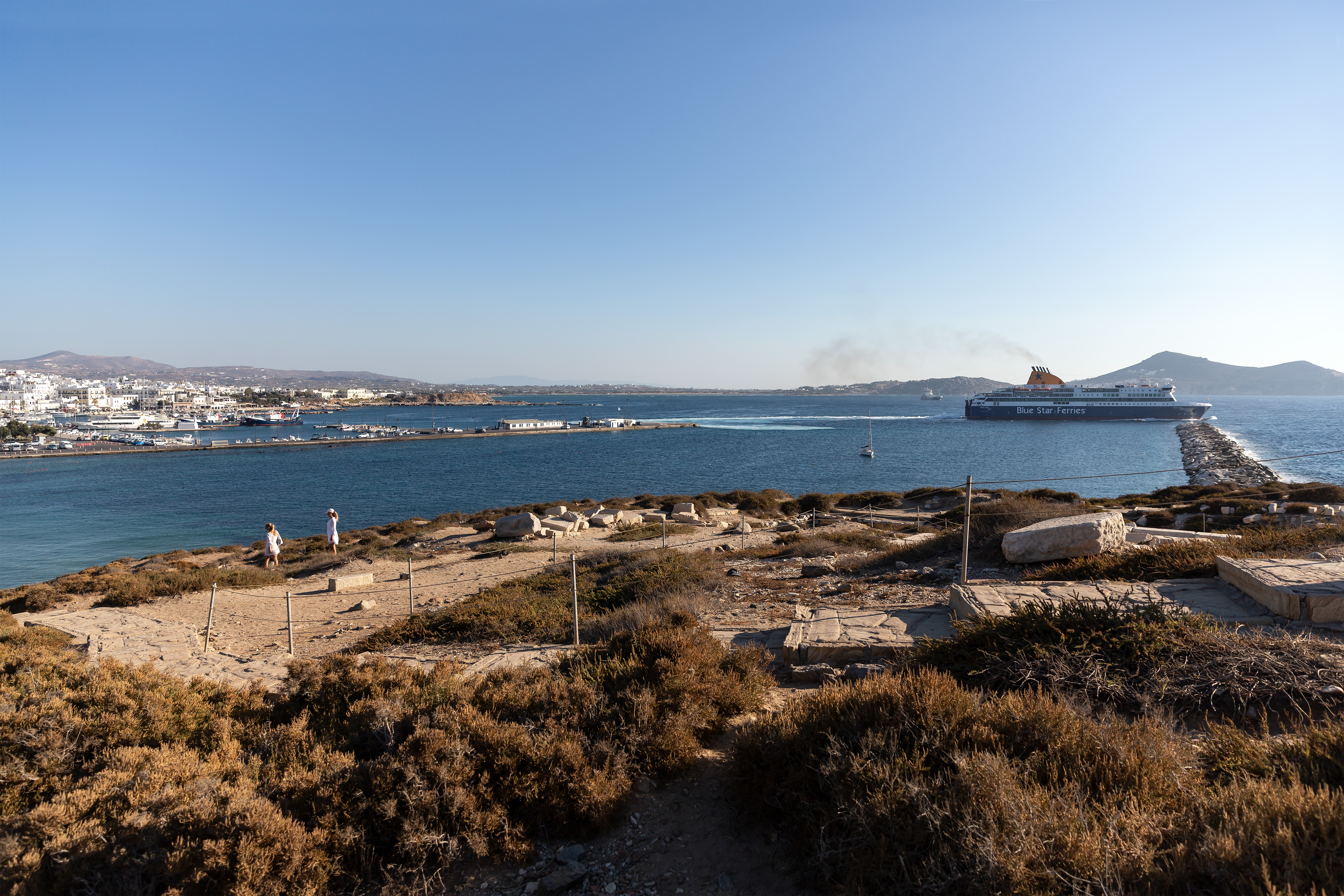
Die Delos bei der Abfahrt von Naxos

- Piräus–Syros–Paros–Naxos–Santorin–Amorgos–Iraklia–Schinoussa–Koufonisi–Donousa–Astypalea
- Rafina–Mykonos–Paros–Naxos–Ios
- Piräus–Syros–Tinos–Mykonos
- Piräus–Syros–Paros–Naxos–Ios–Santorin–Anafi[2]

#### Kreta
- Piräus–Iraklio
- Piräus–Chania[2]

#### Nordägäis
- Piräus–Psara–Chios–Lesbos[2]

### Ehemalige Strecken

#### Kykladen
- Rafina–Andros–Tinos–Mykonos
- Syros–Mykonos–Amorgos–Astypalea

#### Ionische Inseln
- Patras–Kefalonia–Ithaka (verkauft an neu gegründete Strintzis Ferries)

#### Nordägäis
- Piraeus–Samos (Karlovasi)–Psara–Chios–Lesbos–Limnos–Kavala

#### Nordsee
- Zeebrügge–Rosyth (Januar 2007 – September 2008)

## Schiffe
- Blue Star 1
- Blue Star 2
- Blue Star Naxos
- Blue Star Chios
- Blue Star Myconos
- Blue Star Paros
- Blue Galaxy (2015, ex Lefka Ori, Anek Lines)
- Blue Star Delos (2011)
- Blue Star Patmos (Juni 2012)
- Diagoras
- Blue Horizon
- Blue Carrier 1